# Världsmästerskapen i alpin skidsport 2025
Världsmästerskapen i alpin skidsport 2025 hölls mellan den 4 och 16 februari 2025 i Saalbach-Hinterglemm i Österrike. Det var den 48:e upplagan av världsmästerskapen i alpin skidsport.

## Medaljörer

### Herrar
| Gren           | Guld                                      | Guld    | Silver                             | Silver  | Brons                                 | Brons   |
| Störtlopp      | Franjo von Allmen · Schweiz               | 1.40,68 | Vincent Kriechmayr · Österrike     | 1.40,92 | Alexis Monney · Schweiz               | 1.40,99 |
| Super-G        | Marco Odermatt · Schweiz                  | 1.24,57 | Raphael Haaser · Österrike         | 1.25,57 | Adrian Smiseth Sejersted · Norge      | 1.25,72 |
| Storslalom     | Raphael Haaser · Österrike                | 2.39,71 | Thomas Tumler · Schweiz            | 2.39,94 | Loïc Meillard · Schweiz               | 2.40,22 |
| Slalom         | Loïc Meillard · Schweiz                   | 1.54,02 | Atle Lie McGrath · Norge           | 1.54,28 | Linus Straßer · Tyskland              | 1.54,54 |
| Lagkombination | Schweiz 1 Franjo von Allmen Loïc Meillard | 2.42,38 | Schweiz 2 Alexis Monney Tanguy Nef | 2.42,65 | Schweiz 4 Stefan Rogentin Marc Rochat | 2.42,81 |

### Damer
| Gren           | Guld                                  | Guld    | Silver                                    | Silver  | Brons                                         | Brons   |
| Störtlopp      | Breezy Johnson · USA                  | 1.41,29 | Mirjam Puchner · Österrike                | 1.41,44 | Ester Ledecká · Tjeckien                      | 1.41,50 |
| Super-G        | Stephanie Venier · Österrike          | 1.20,47 | Federica Brignone · Italien               | 1.20,57 | Lauren Macuga · USAKajsa Vickhoff Lie · Norge | 1.20,71 |
| Storslalom     | Federica Brignone · Italien           | 2.22,71 | Alice Robinson · Nya Zeeland              | 2.23,61 | Paula Moltzan · USA                           | 2.25,33 |
| Slalom         | Camille Rast · Schweiz                | 1.58,00 | Wendy Holdener · Schweiz                  | 1.58,46 | Katharina Liensberger · Österrike             | 1.59,32 |
| Lagkombination | USA 1 Breezy Johnson Mikaela Shiffrin | 2.40,89 | Schweiz 1 Lara Gut-Behrami Wendy Holdener | 2.41,28 | Österrike 3 Stephanie Venier Katharina Truppe | 2.41,42 |

### Mixed
| Gren                            | Guld                                                                    | Silver                                                             | Brons                                                                                                |
| Lagtävling, parallellstorslalom | Italien Giorgia Collomb Lara Della Mea Filippo Della Vite Alex Vinatzer | Schweiz Luca Aerni Delphine Darbellay Wendy Holdener Thomas Tumler | Sverige Estelle Alphand Fabian Ax Swartz William Hansson Sara Hector Kristoffer Jakobsen Lisa Nyberg |

## Medaljtabell
*   Värdland ( Österrike)
| Nr                  | Nation              | Guld | Silver | Brons | Totalt |
| ------------------- | ------------------- | ---- | ------ | ----- | ------ |
| 1                   | Schweiz             | 5    | 5      | 3     | 13     |
| 2                   | Österrike*          | 2    | 3      | 2     | 7      |
| 3                   | Italien             | 2    | 1      | 0     | 3      |
| 4                   | USA                 | 2    | 0      | 2     | 4      |
| 5                   | Norge               | 0    | 1      | 2     | 3      |
| 6                   | Nya Zeeland         | 0    | 1      | 0     | 1      |
| 7                   | Sverige             | 0    | 0      | 1     | 1      |
| 7                   | Tjeckien            | 0    | 0      | 1     | 1      |
| 7                   | Tyskland            | 0    | 0      | 1     | 1      |
| Totalt (9 nationer) | Totalt (9 nationer) | 11   | 11     | 12    | 34     |